# Мітітей

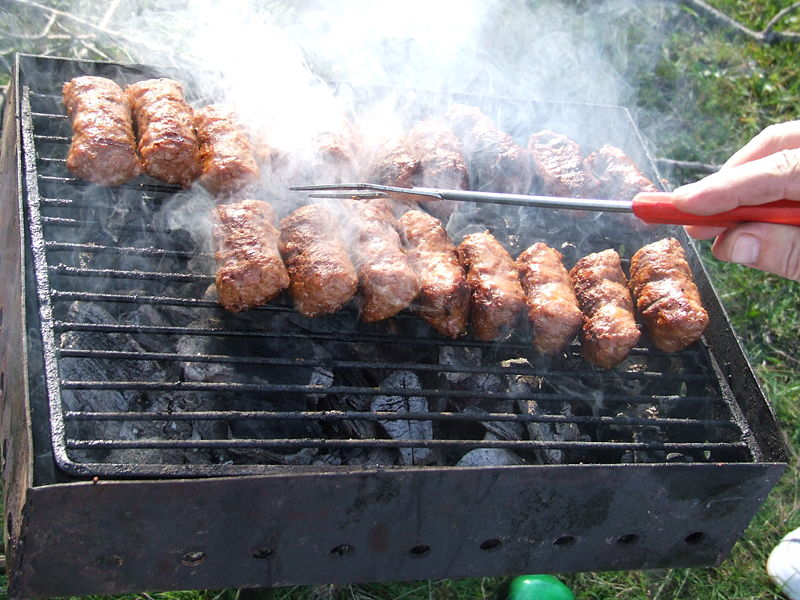
Мітітей на грилі

Мітітей (рум. mititei, від рум. mic — маленький) — традиційна м'ясна страва молдовської та румунської кухонь. Це невеличкі ковбаски без оболонки, виготовлені із суміші фаршу м'яса яловичини, свинини чи баранини з додаванням м'ясного розсолу чи води, часнику, чорного перцю, паприки, чебрецю, коріандру, соди, солі.

## Приготування
Смажать на відкритому вогні на решітці (грилі).
Подають гарячими з гірчицею чи часниковим соусом — муждей та пивом.
Ковбаски дуже популярні в Румунії, разом з Shkembe-Чорба (суп з рубців).
На Балканах існує схожа страва як чевапчичі.